# Totul se plătește
Totul se plătește este un film românesc din 1987, regizat de Mircea Moldovan. El este cel de-al șaselea (și ultimul) film din seria Mărgelatu. Rolurile principale sunt interpretate de actorii Florin Piersic, Marga Barbu, Szabolcs Cseh, Emil Hossu, Ion Besoiu, Mircea Albulescu și George Constantin.
Acțiunea filmului se petrece în Muntenia, în perioada de dinaintea Revoluției de la 1848. Mărgelatu descoperă și anihilează un complot al austriecilor prin infiltrarea în organizația Frăția a unui fals trimis al revoluționarului francez Alphonse de Lamartine.

## Rezumat
Filmul începe cu sosirea în Țara Românească pe ascuns a unui trimis special al lui Lamartine, preotul francez La Peyrolle (Emil Hossu). Acesta ucisese anterior un alt trimis francez, căruia îi luase identitatea. Falsul trimis francez este așteptat de către Mărgelatu (Florin Piersic), care-l conduce la București și-l prezintă organizației Frăția. Trimisul francez era așteptat de C.A. Rosetti (Constantin Codrescu), care purta corespondență cu Lamartine. El aduce un mesaj secret plin de făgăduieli, deși conspiratorii români se așteptau la un ajutor efectiv în arme și bani. La Peyrolle are acoperirea de emisar al Vaticanului pentru deshumarea și repatrierea osemintelor unui preot italian.
Emisarul francez i se pare suspect lui Mărgelatu, care împreună cu Buză de Iepure (Szabolcs Cseh), încep să-l urmărească și să-i caute prin lucrurile de la hotelul Kiriazi. În timpul unei urmăriri, Mărgelatu este atacat de o bandă de bătăuși, dar scapă cu ajutorul lui Buză de Iepure. Scăpat de supraveghere, La Peyrolle se duce acasă la Agatha Slătineanu (Marga Barbu), el dovedindu-se a fi în realitate boierul Bașotă (sau preotul Bonifacio), al cărui tată fusese trimis la ocnă de către domnitorul Gheorghe Bibescu (Ion Besoiu). El fugise de tânăr la Paris, unde a devenit spion austriac și s-a ocupat cu urmărirea acțiunilor lui Lamartine și ai acoliților săi. Guvernul austriac se folosește de Agatha în acțiunile sale; noul soț al Agathei, Gianfranco Gonfalone (George Constantin), vărul răposatului Vincenzo Gonfalone, este înnobilat de austrieci, primind titlul de conte de Spartivento. Austriecii depun în contul lui Gonfalone de la Banca Marmorosch o sumă mare de bani, vehiculând zvonul că acesta ar fi moștenit o avere mare de la unchiul său. Banii urmau să fie folosiți pentru serviciile cerute de austrieci.
La cererea austriecilor transmisă Agathei de La Peyrolle, Gonfalone achiziționează la licitație Sala Reduta (unde se organizau spectacole de teatru și jocuri de cărți) contra sumei de 3.000 de galbeni. În acea sală se adunau reprezentanții principalelor partide politice, care își disputau puterea în spatele domnitorului. Sala fusese scoasă la licitație ca urmare a datoriilor mari ale negustorului Hagi Cristea, care dăduse faliment. Austriecii doreau să știe ce discută boierii ce se adunau acolo.
Mărgelatu dă o spargere în subsolurile Băncii Marmorosch și află că testamentul prin care se îmbogățise Gonfalone era, de fapt, o foaie albă. El deduce astfel că banii lui Gonfalone erau de fapt de proveniență austriacă și-l bănuiește pe La Peyrolle că a depus banii în cont. De asemenea, descoperă că acționarii italieni și greci ai băncii erau doar de formă, iar banca avea capital majoritar austriac. Chemat la o discuție de către membrii Frăției, La Peyrolle le dă o trată pentru 5.000 de franci. 
În același timp, câțiva boieri de la Târgoviște plănuiesc un atentat împotriva domnitorului Bibescu. Ei cunosc faptul că La Peyrolle era de fapt boierul Bașotă și doresc să se folosească de el pentru eliminarea domnitorului. Strâns cu ușa, La Peyrolle apelează la Agatha, dar atentatele atât la adresa lui Mărgelatu, cât și la adresa lui Bibescu, eșuează. Deconspirat de Mărgelatu, La Peyrolle fuge, este rănit și ajunge în casa Agathei, unde moare. 
În aceeași seară, în Sala Reduta este organizată o serată, la care Agatha dansează cu un ofițer turc, iar Gonfalone joacă faraon cu Aristide Ghica, Iancu Chinezu, Scarlat Vârnav și cu jupân Kiriazi. Gonfalone pierde la cărți în favoarea lui Kiriazi (Mircea Albulescu) întreaga sa avere: banii, bijuteriile sale, bijuteriile Agathei și în final și Sala Reduta. Aflând aceasta, Agatha suferă un șoc nervos și stropește teatrul cu benzină, dându-i foc.
O oaste otomană comandată de Ali Tingir Mehmed năvălește în București prin barierele Delea Veche și Podul de Pământ și se dau lupte grele cu turcii. La finalul filmului, după ce turcii au fost alungați, Mărgelatu și cu Buză de Iepure merg călare prin cartierul calicilor; lui Buză de Iepure i se pare că îi vede printre săracii orașului pe Agatha și pe Gonfalone, dar Mărgelatu afirmă că nu este cu putință așa ceva.

## Distribuție[1]
- Florin Piersic — Mărgelatu
- Marga Barbu — Agatha Slătineanu
- Szabolcs Cseh — Buză de Iepure (menționat Sobi Ceh)
- George Motoi — lt. Deivos
- Emil Hossu — La Peyrolle / boierul Bașotă
- George Constantin — Gianfranco Gonfalone
- Mircea Albulescu — jupân Kiriazi
- Ion Besoiu — domnitorul Gheorghe Bibescu
- Constantin Codrescu — C.A. Rosetti
- Stelian Stancu — boier revoluționar, membru al „Frăției”
- Constantin Dinulescu — boierul Oteteleșanu
- Dan Nasta — Neofit, mitropolitul Țării Românești
- Ion Niciu — boier conspirator împotriva lui Bibescu
- Constantin Rășchitor
- Mircea Valentin
- Radu Dunăreanu — Cezar Bolliac
- Virgil Flonda — călugăr, informator al mitropolitului
- Ovidiu Schumacher — actor
- Ovidiu Georgescu
- Val Lefescu — târgovețul care-l abordează pe Mărgelatu la terasă
- Peter Schuch — bancherul Marmorosch
- Ioana Pavelescu — Marițica Ghica
- Mihai Mălaimare — târgoveț bețiv
- Petre Gheorghiu Dolj
- Gheorghe Tomescu
- Cornel Elefterescu
- Dorina Done
- Jana Gorea
- Eugenia Bosînceanu — târgoveață
- Julieta Strîmbeanu
- Mihaela Nestorescu
- Aristide Teică — Geambașu, tâlhar de codru (nemenționat)

## Personaje
În acest film se spune că Vincenzo Gonfalone, fostul soț al Agathei, a decedat. Noul soț era văr cu răposatul, iar într-un moment de ceartă el o acuză pe Agatha că i-a făcut de petrecanie soțului anterior. Agatha spune că prenumele noului ei soț este Gianfranco, dar boierul Bașotă îl prezintă într-o discuție ulterioară ca Bartolomeo.

## Producție
Scenariul filmului a fost scris de Eugen Barbu și Nicolae Paul Mihail. Romancierul Eugen Barbu era autorul scenariilor celor șase filme din seria Haiducii (1966-1971), pe care le-a scris în colaborare cu Mihai Opriș (toate filmele), cu Nicolae Paul Mihail (primul film) și cu Dinu Cocea (filmele 2, 3 și 6). Filmele din seria Haiducii au avut parte de un mare succes la public, iar Eugen Barbu a scris, împreună cu Nicolae Paul Mihail, scenariile pentru alte șase filme dintr-o serie nouă, denumită seria Mărgelatu.
Primele trei filme au fost regizate de Doru Năstase, iar următoarele două de Gheorghe Vitanidis. Regizorul acestui ultim film al seriei a fost Mircea Moldovan.
Filmul a fost realizat în studiourile Centrului de Producție Cinematografică București. Istoricul drd. Carol König (n. 1934) - creditat pe generic drept Carol Könich, muzeograf la Muzeul Militar Central din București, a activat pe post de consultant istoric. Costumele purtate în film de Marga Barbu au fost realizate de Lidia Radian. Secvențele de luptă au fost regizate de Szabolcs Cseh.

## Recepție
Filmul Totul se plătește a avut parte de un mare succes la public, fiind vizionat de 2.833.094 de spectatori la cinematografele din România, după cum atestă o situație a numărului de spectatori înregistrat de filmele românești de la data premierei și până la data de 31.12.2007 alcătuită de Centrul Național al Cinematografiei. 
Criticul Tudor Caranfil nu a dat filmului nicio stea și a făcut următorul comentariu: „După Doru Năstase și Gh. Vitanidis, Mircea Moldovan preia cârma ciclului istorico-haiducesc scris de Eugen Barbu (în colab. cu N.P.Mihail), cel de-al cincilea episod cu Mărgelatu, nici mai bun, nici mai rău ca celelalte dar, spre deosebire de ele... francofon, și chiar subtitrat într-o limbă ce anulează parfumul de epocă din Masca de argint, Drumul oaselor, Trandafirul galben, Misterele Bucureștilor, Colierul de turcoaze.” 